# Proton Design
Proton Design war ein brasilianischer Hersteller von Automobilen.

## Unternehmensgeschichte
Pedro Virgínio Onofre Barbosa gründete 1980 das Unternehmen in Fortaleza. Eine andere Quelle nennt den 4. März 1988 als Gründungstag. Er begann mit der Produktion von Automobilen und Rennwagen. Der Markenname lautete Proton. Nach seinem Tod im Januar 2012 wurde das Unternehmen am 29. Januar 2013 aufgelöst.

## Fahrzeuge
Das erste Modell war der VW-Buggy Búzios. Er basierte auf einem Fahrgestell von Volkswagen do Brasil. Die offene Karosserie kam ohne Türen aus. Lediglich drei Fahrzeuge entstanden.
Der Cucaracha war ein zweisitziger Sportwagen. Das Coupé hatte einen luftgekühlten Vierzylinder-Boxermotor von VW mit 1600 cm³ Hubraum im Heck, der die Hinterräder antrieb.
Die Buggies Tatuí und Tatuí 2 folgten.
Ab den 1990er Jahren lag der Schwerpunkt auf Rennwagen.
Das letzte Modell P 2 war eine moderne Interpretation eines Buggies, entworfen in Zusammenarbeit mit seinem Sohn Pedro Virgínio. Ein wassergekühlter Motor von VW mit 2000 cm³ Hubraum und Turbolader im Heck trieb die Fahrzeuge an.